# Guerino Di Tora
Guerino Di Tora (* 2. August 1946 in Rom) ist ein italienischer römisch-katholischer Geistlicher und emeritierter Weihbischof in Rom.

## Leben
Guerino Di Tora empfing am 14. März 1971 durch den Weihbischof in Rom, Ugo Poletti, das Sakrament der Priesterweihe.
Am 1. Juni 2009 ernannte ihn Papst Benedikt XVI. zum Titularbischof von Zuri und bestellte ihn zum Weihbischof in Rom. Der Kardinalvikar des Bistums Rom, Agostino Kardinal Vallini, spendete ihm und auch Giuseppe Marciante am 11. Juli desselben Jahres die Bischofsweihe; Mitkonsekratoren waren die Weihbischöfe in Rom, Luigi Moretti und Enzo Dieci.
Papst Franziskus ernannte ihn am 4. November 2019 zum Mitglied der Kongregation für die Selig- und Heiligsprechungsprozesse.
Am 9. September 2022 nahm Papst Franziskus das von Guerino Di Tora aus Altersgründen vorgebrachte Rücktrittsgesuch an.